# Phenes
Genre
Phenes est un genre de la famille des Petaluridae appartenant au sous-ordre des Anisoptères dans l'ordre des Odonates. Il ne comprend qu'une seule espèce : Phenes raptor.

## Espèce
- Phenes raptor Rambur, 1842